# Enköping (stad)
Enköping is de hoofdstad van de gemeente Enköping in het landschap Uppland en de provincie Uppsala län in Zweden. De stad heeft 21 121 inwoners (2010) en een oppervlakte van 1 067 hectare.
Lang stond Enköping bekend als 'De dichtstbijzijnde stad van Zweden'. Dat wil zeggen dat er binnen een bepaalde straal meer steden waren dan in elke andere stad. Ook was het bekend vanwege het vele verbouwen van mierik bij de stad.

## Verkeer en vervoer
Bij de plaats lopen de E18, Riksväg 55, Riksväg 70 en Länsväg 263.
De stad heeft een station aan de spoorlijn Stockholm - Örebro.

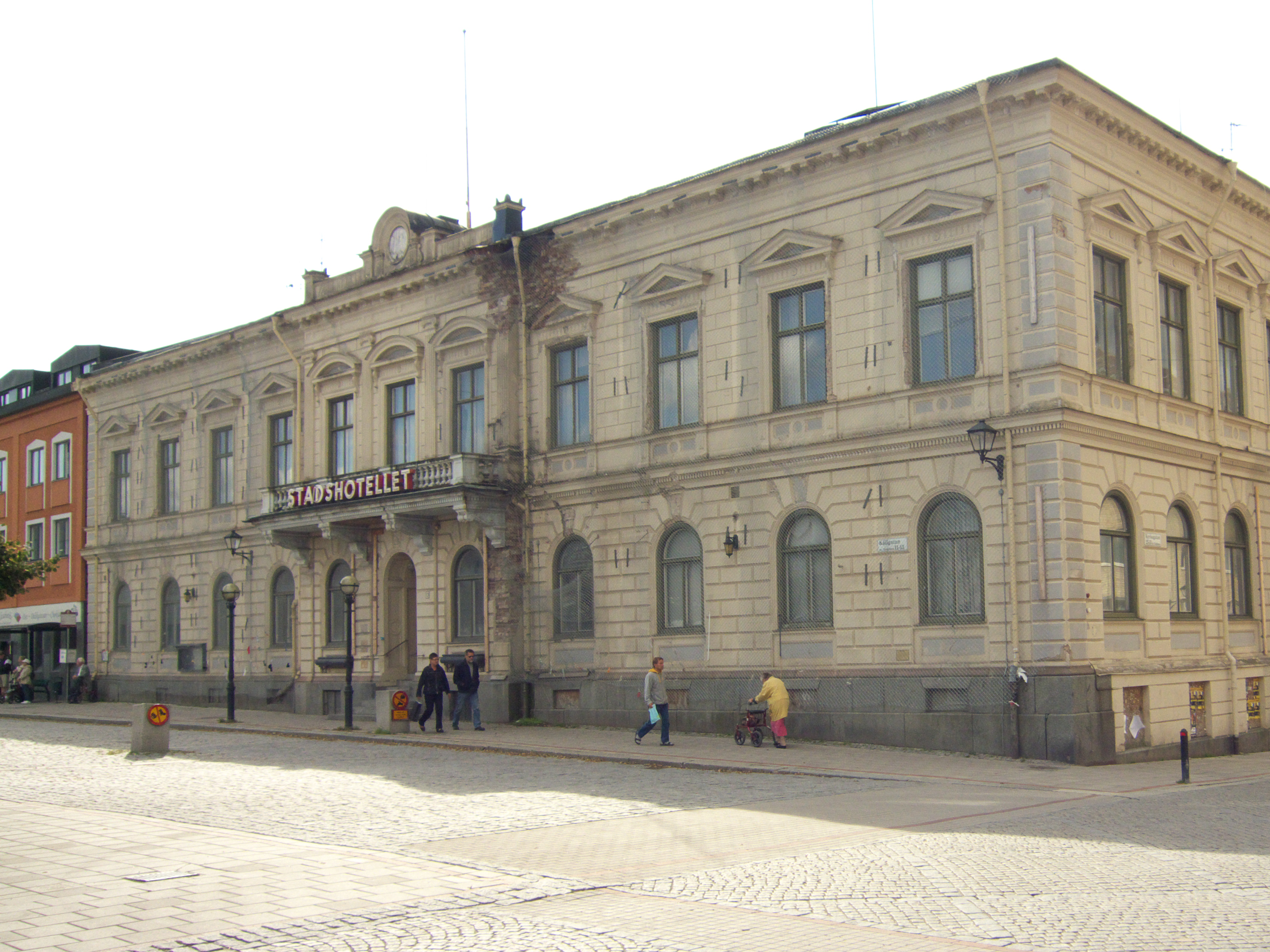